# Москва (фотоаппаратура)

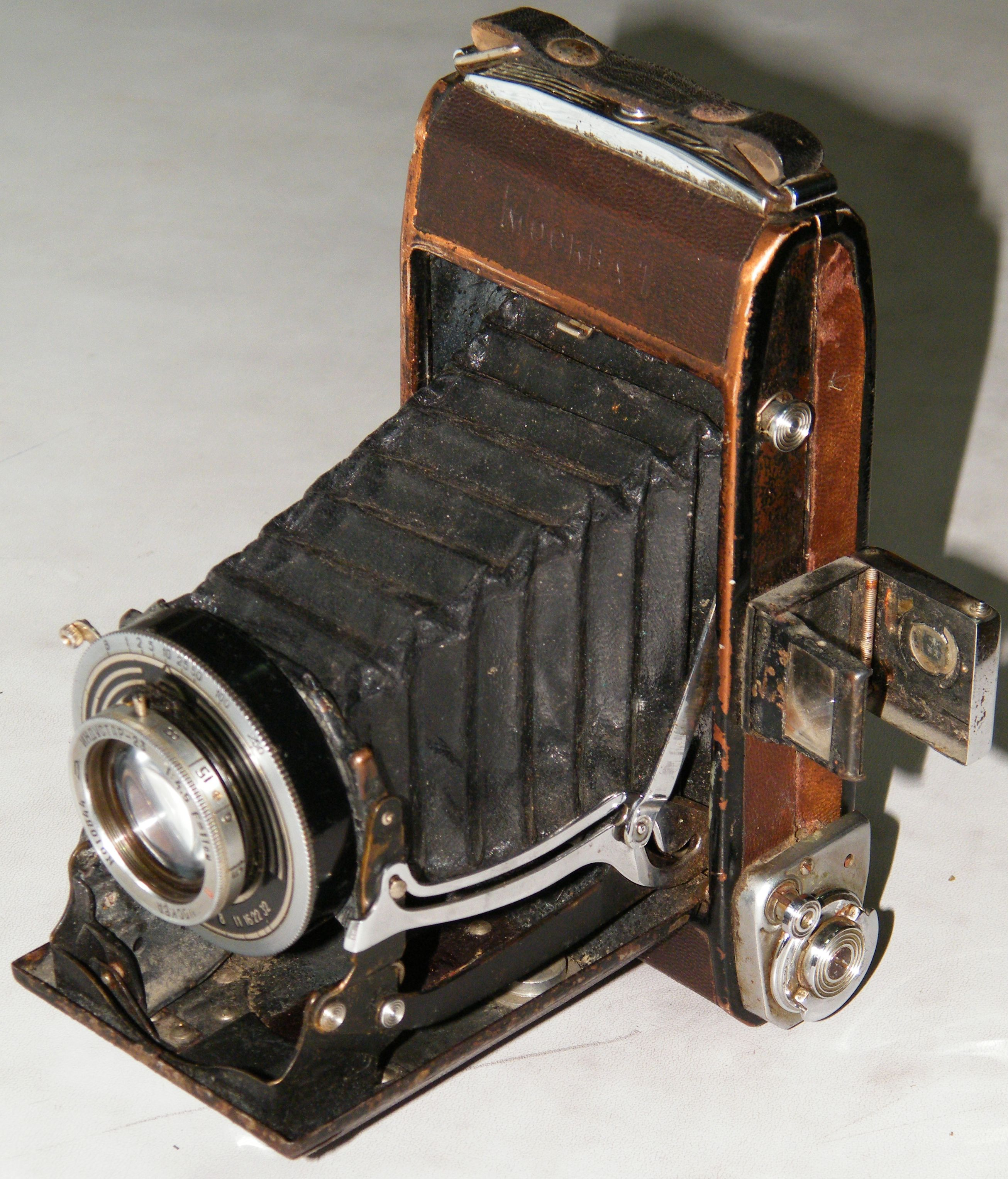
Москва-1

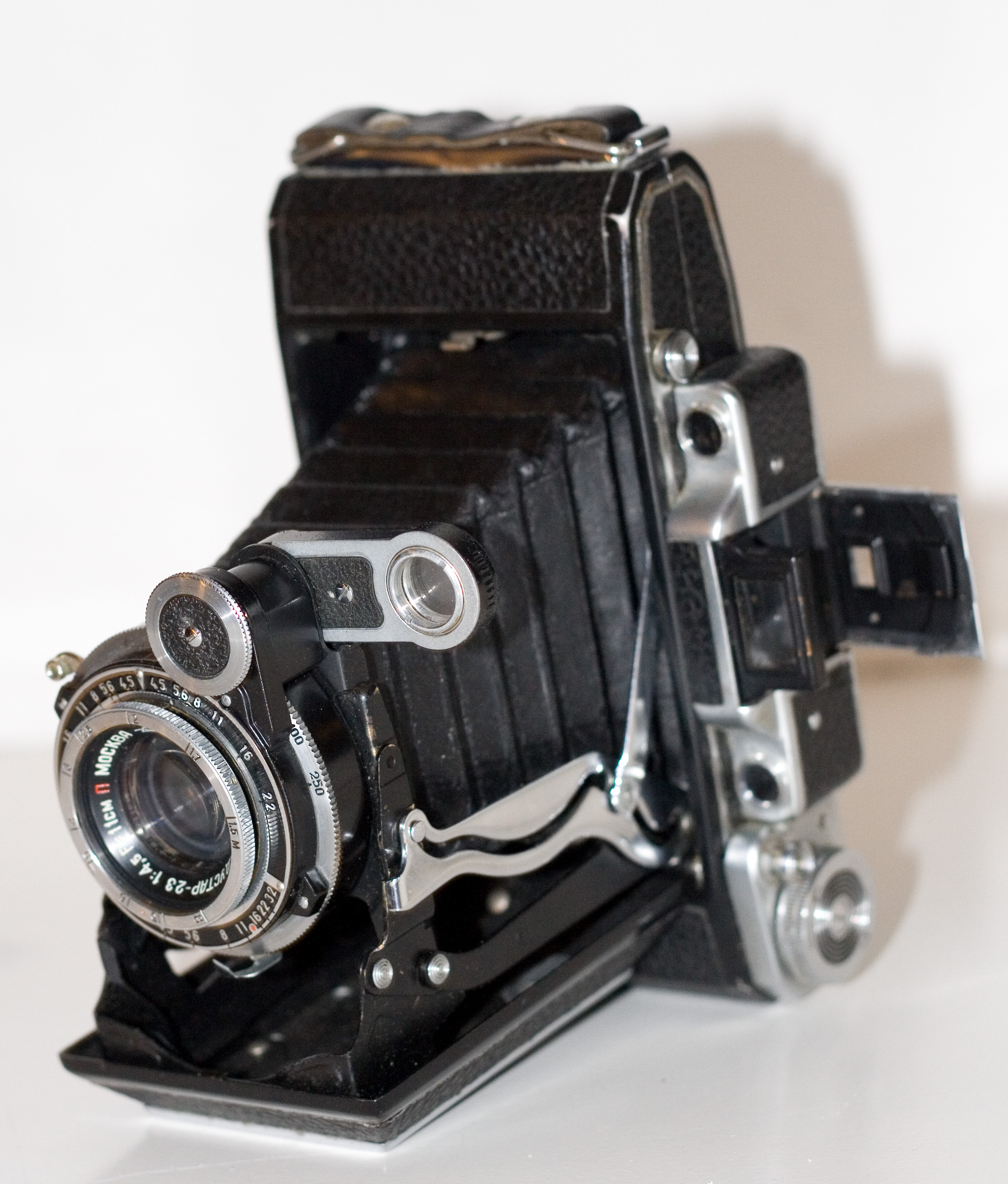
Москва-2

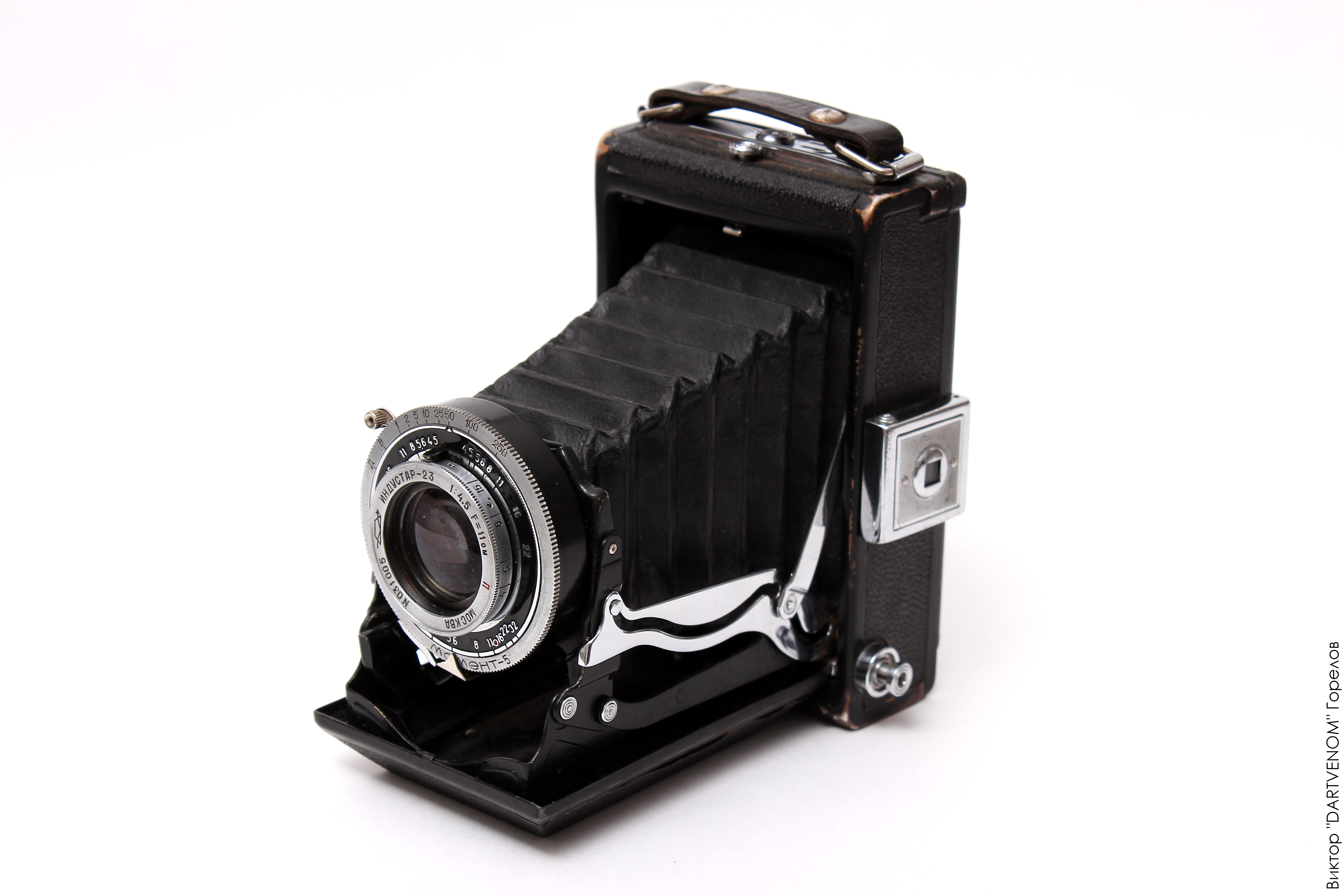
Москва-3

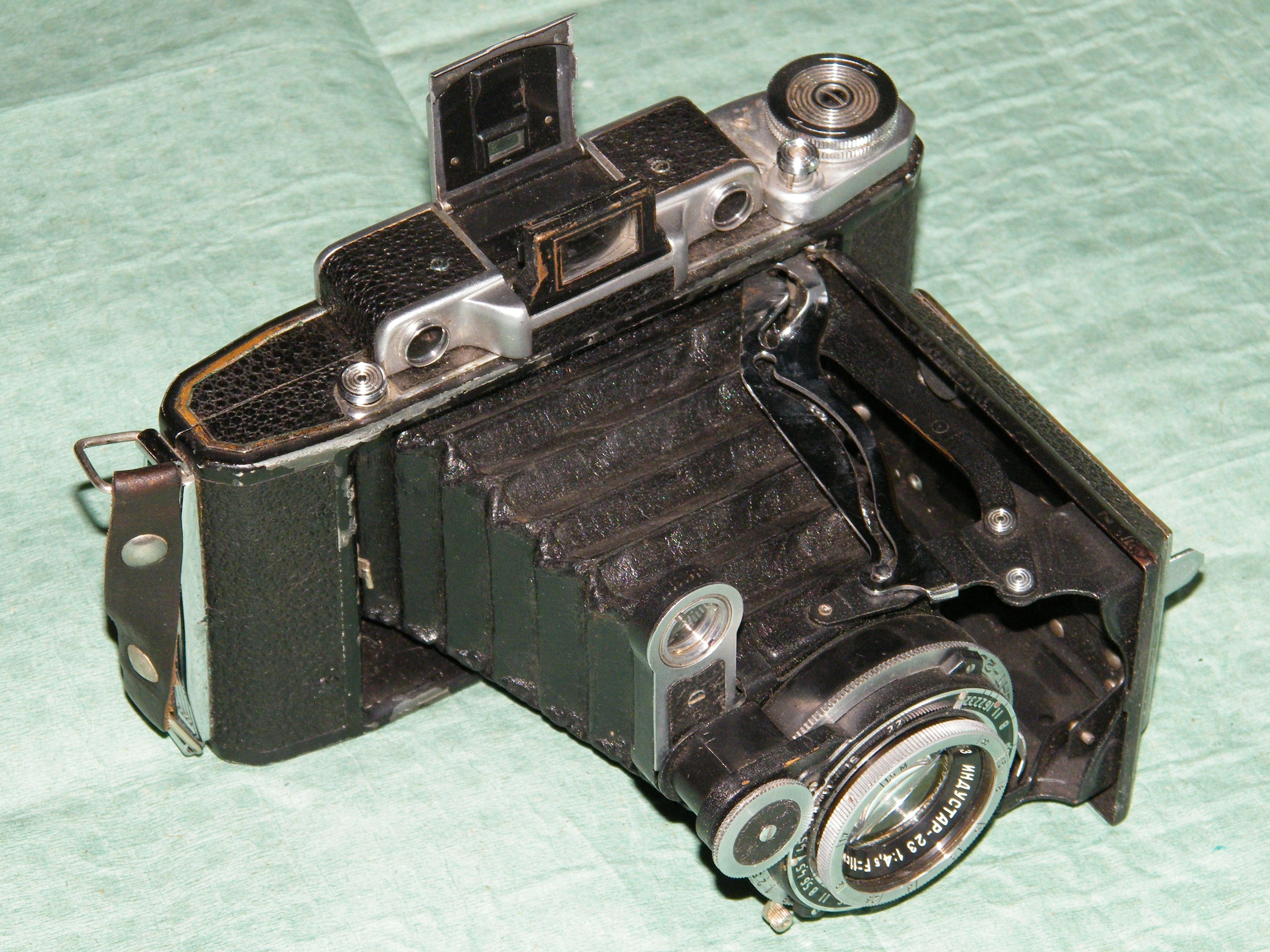
Москва-4

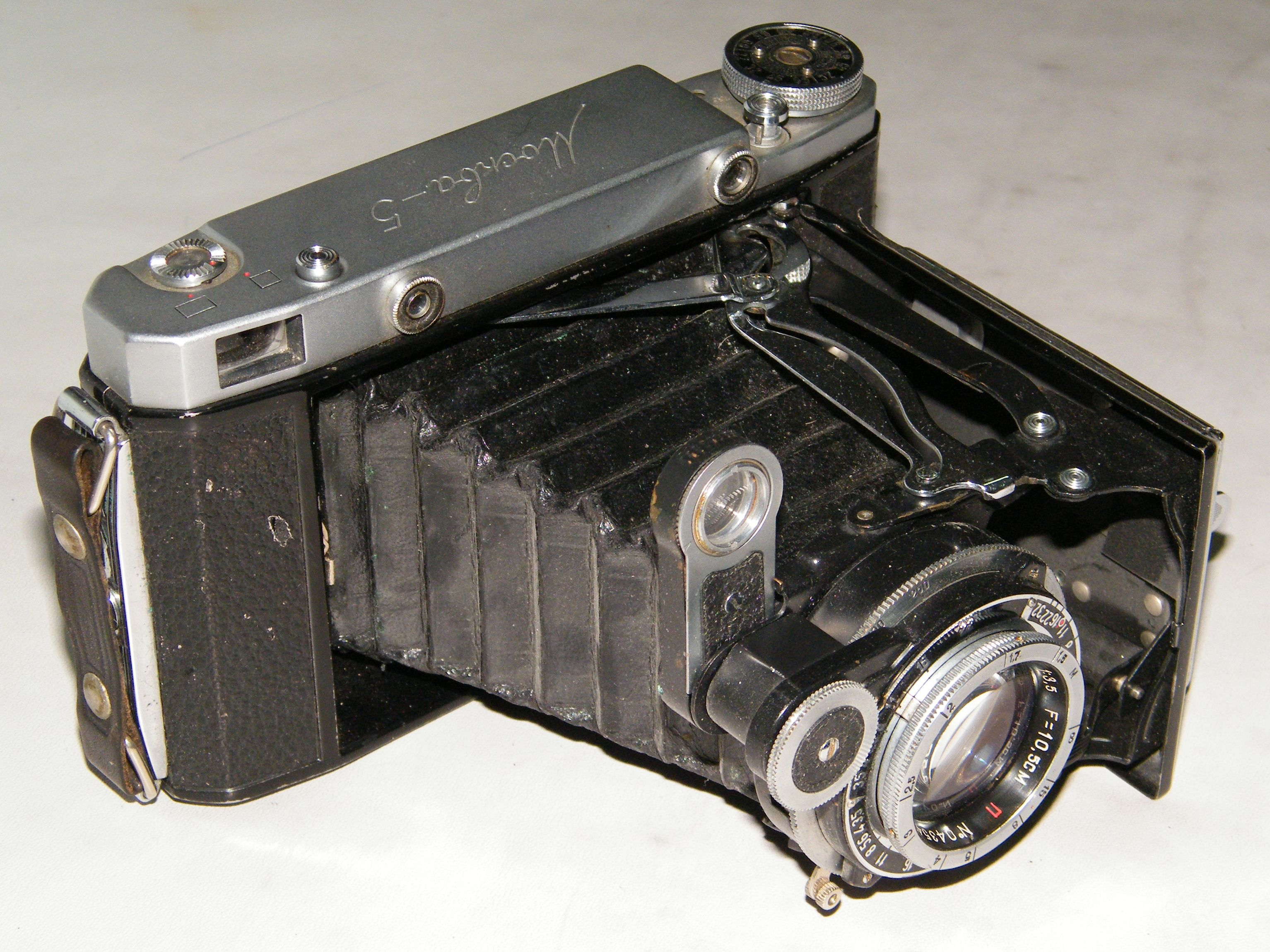
Москва-5

«Москва́» — серия среднеформатных клапп-камер, выпускавшихся в СССР в 1946—1960 годах Красногорским механическом заводом (КМЗ).
Прототипом аппаратов «Москва» послужили немецкие камеры фирмы Zeiss Ikon. Техническую документацию, оборудование и задел деталей этой фирмы СССР получил в счёт репараций после Великой Отечественной войны. Первые партии фотоаппаратов «Москва» комплектовались узлами немецкого производства (в частности, объективами и затворами).

## Фотоаппараты «Москва»
Были выпущены следующие основные модели:
- «Москва-1» — шкальный фотоаппарат, фотоплёнка типа 120, размер кадра 6×9 см.
- «Москва-2» — дальномерный фотоаппарат, фотоплёнка типа 120, размер кадра 6×9 см.
- «Москва-3» — шкальный фотоаппарат для съёмки на фотопластинках с размером кадра 6,5×9 см. Модификация «Москвы-1». Для съёмки на фотоплёнку типа 120 применялся приставной адаптер.
- «Москва-4» — усовершенствованная модель «Москвы-2» с синхроконтактом. Предусмотрена возможность уменьшения (с помощью вкладыша в кадровое окно) размера кадра до 6×6 см. Поздний (второй) вариант фотоаппарата «Москва-4» заметно отличается конструкцией корпуса и видоискателя (фактически является прототипом фотоаппарата «Москва-5»).
- «Москва-5» — дальнейшее усовершенствование второго варианта «Москвы-4». Имеет более прочный и жёсткий корпус, установлен объектив с большей светосилой и меньшим фокусным расстоянием.

Все камеры «Москва» имели несъёмный объектив и центральный затвор.
На фотоаппаратах «Москва-1», «Москва-2», «Москва-3» и на обоих вариантах «Москвы-4» устанавливался объектив «Индустар-23» 4,5/110, на «Москве-5» — «Индустар-24» 3,5/105.
Фокусировка осуществлялась выворачиванием передней линзы объектива. 

Все камеры семейства «Москва» (кроме «Москва-1» и «Москвы-3») — дальномерные фотоаппараты.
Дальномерные модели имели несовмещённый с видоискателем дальномер с двухклиновым компенсатором.

## Распространённость
В момент начала выпуска фотоаппараты «Москва» относились к категории профессиональных, благодаря большому размеру негатива и отличной детализации изображения. К концу 1950-х годов, благодаря росту фотографического качества малоформатных фотоплёнок, в профессиональной фотографии популярность перешла к аппаратуре других типов. Это обусловило прекращение выпуска всего семейства, которое всё равно оставалось в эксплуатации ещё несколько десятилетий. Камеры «Москва» к тому моменту были малопригодны для репортажной съёмки из-за неудобства и низкой оперативности, но были востребованы в специальных сферах, требующих высокого технического качества, достижимого при больших размерах негатива. Это такие области, как пейзажная, архитектурная съёмка, групповое фотографирование с большим количеством участников. Широко использовались уличными фотографами на советских курортах.